# Juilley
Juilley és un municipi francès situat al departament de la Manche i a la regió de Normandia. L'any 2007 tenia 567 habitants.

## Demografia

### Població
El 2007 la població de fet de Juilley era de 567 persones. Hi havia 224 famílies de les quals 44 eren unipersonals (20 homes vivint sols i 24 dones vivint soles), 90 parelles sense fills i 90 parelles amb fills.
La població ha evolucionat segons el següent gràfic:
Habitants censats

### Habitatges
El 2007 hi havia 266 habitatges, 222 eren l'habitatge principal de la família, 20 eren segones residències i 24 estaven desocupats. Tots els 265 habitatges eren cases. Dels 222 habitatges principals, 162 estaven ocupats pels seus propietaris, 60 estaven llogats i ocupats pels llogaters i 1 estava cedit a títol gratuït; 10 tenien dues cambres, 23 en tenien tres, 55 en tenien quatre i 135 en tenien cinc o més. 202 habitatges disposaven pel capbaix d'una plaça de pàrquing. A 84 habitatges hi havia un automòbil i a 124 n'hi havia dos o més.

### Piràmide de població
La piràmide de població per edats i sexe el 2009 era:
| Homes | Edats   | Dones |
| ----- | ------- | ----- |
| 0     | 95 o +  | 0     |
| 0     | 90 a 94 | 0     |
| 8     | 85 a 89 | 4     |
| 0     | 80 a 84 | 4     |
| 12    | 75 a 79 | 8     |
| 4     | 70 a 74 | 16    |
| 32    | 65 a 69 | 8     |
| 8     | 60 a 64 | 32    |
| 12    | 55 a 59 | 12    |
| 12    | 50 a 54 | 8     |
| 28    | 45 a 49 | 16    |
| 8     | 40 a 44 | 12    |
| 24    | 35 a 39 | 8     |
| 8     | 30 a 34 | 28    |
| 16    | 25 a 29 | 16    |
| 12    | 20 a 24 | 8     |
| 36    | 15 a 19 | 12    |
| 24    | 10 a 14 | 12    |
| 16    | 5 a 9   | 8     |
| 12    | 0 a 4   | 20    |

## Economia
El 2007 la població en edat de treballar era de 353 persones, 281 eren actives i 72 eren inactives. De les 281 persones actives 270 estaven ocupades (150 homes i 120 dones) i 11 estaven aturades (5 homes i 6 dones). De les 72 persones inactives 35 estaven jubilades, 22 estaven estudiant i 15 estaven classificades com a «altres inactius».

### Ingressos
El 2009 a Juilley hi havia 233 unitats fiscals que integraven 602 persones, la mediana anual d'ingressos fiscals per persona era de 16.625,5 €.

### Activitats econòmiques
Dels 25 establiments que hi havia el 2007, 1 era d'una empresa alimentària, 5 d'empreses de fabricació d'altres productes industrials, 3 d'empreses de construcció, 8 d'empreses de comerç i reparació d'automòbils, 3 d'empreses d'hostatgeria i restauració, 1 d'una empresa d'informació i comunicació, 2 d'empreses financeres, 1 d'una empresa immobiliària i 1 d'una empresa de serveis.
Dels 4 establiments de servei als particulars que hi havia el 2009, 1 era un taller de reparació d'automòbils i de material agrícola, 1 paleta, 1 guixaire pintor i 1 restaurant.
Dels 2 establiments comercials que hi havia el 2009, 1 era una botiga de menys de 120 m² i 1 una botiga de mobles.
L'any 2000 a Juilley hi havia 50 explotacions agrícoles que ocupaven un total de 1.008 hectàrees.

## Equipaments sanitaris i escolars
El 2009 hi havia una escola elemental integrada dins d'un grup escolar amb les comunes properes formant una escola dispersa.

## Poblacions més properes
El següent diagrama mostra les poblacions més properes.